# 第69回NHK杯テレビ将棋トーナメント
第69回NHK杯テレビ将棋トーナメント（だい69かいえぬえいちけいはいテレビしょうぎトーナメント）は日本放送協会（NHK）が主催する将棋の棋戦であるNHK杯テレビ将棋トーナメントの69回目の大会であり、NHK Eテレで放送されているテレビ番組である。本項では第69回の出場者と対局結果・各対局の放送日のみについて記述する。

## 本戦出場棋士
グループ分けは2018年12月末時点の状況に基づく。タイトル称号と段位は2019年4月の本戦開始時点のもの。

### シード（予選免除）棋士
本戦1回戦からのシード (17名)は、1回戦で予選通過者の中の17名と対戦する。
| II-(1) 前年度 ベスト4   | 4名 | （優 勝）◎羽生善治 NHK杯 （準優勝）◎郷田真隆 九段 （ベスト4） 森内俊之 九段 （ベスト4） 丸山忠久 九段                                                                                            |
| II-(2) タイトル 保持者  | 7名 | 竜王 : ◎広瀬章人 竜王 名人 : ◎佐藤天彦 名人 叡王 : 髙見泰地 叡王 王位 : ◎豊島将之 王位･棋聖 王座 : ◎斎藤慎太郎 王座 棋王 : ◎渡辺明 棋王･王将 王将 : ◎久保利明 九段 棋聖 : （豊島将之 王位･棋聖） |
| II-(3) 順位戦 A級の棋士 | 3名 | 1. （羽生善治 九段） 2. ◎稲葉陽 八段 3. （広瀬章人 竜王） 4. ◎佐藤康光 九段 5. （久保利明 九段） 6. （豊島将之 王位･棋聖） 7. ◎深浦康市 九段                                                     |

| I-(1) 順位戦 A級の棋士     | 3名  | 1. ◎三浦弘行 九段 2. ◎糸谷哲郎 八段 3. ◎阿久津主税 八段 |
| I-(2) 永世称号 呼称者      | -名  | （羽生善治 九段(名誉NHK杯)） （森内俊之 九段(十八世名人資格保持者)） |
| I-(3) 順位戦 B級1組 の棋士 | 10名 | 1. （渡辺明 棋王･王将） 2. ◎行方尚史 八段 3. ◎屋敷伸之 九段 4. 橋本崇載 八段 5. ◎木村一基 九段 6. ◎山崎隆之 八段 7. ◎谷川浩司 九段 8. （郷田真隆 九段） 9. ◎菅井竜也 七段 10. （斎藤慎太郎 王座） 11. ◎松尾歩 八段 12. 野月浩貴 八段 13. ◎畠山鎮 七段 |
| I-(4) 公式棋戦 優勝者      | 1名  | 朝日杯：◎藤井聡太 七段（第11回 優勝） 日本シリーズ：(渡辺明 棋王･王将)（第39回 優勝） 新人王戦：(藤井聡太 七段)（第49期 優勝） 銀河戦：(佐藤天彦 名人)（第26期 優勝）                                                                                 |
| I-(5) 成績優秀 選抜者      | 3名  | - 都成竜馬 五段 （対局数 52・勝数 38・勝率 0.73076） - 増田康宏 六段 （対局数 55・勝数 38・勝率 0.69091） - 大橋貴洸 四段 （対局数 57・勝数 42・勝率 0.73684）                                                                                        |

### 予選を通過した棋士
1～18組の予選通過者(18名)は、本戦1回戦で1回戦シード(17名)又は女流棋士と対戦する。
| 1組                                     | 0村山慈明 七段     | 2組  | 0片上大輔 七段   | 3組                                                | 0◎千田翔太 七段                                    | 4組                                                | 0真田圭一 八段                                     |
| 5組                                     | 0高崎一生 六段     | 6組  | 0渡辺大夢 五段   | 7組                                                | 0長谷部浩平 四段                                   | 8組                                                | 0◎永瀬拓矢 七段                                    |
| 9組                                     | 0佐々木大地 五段   | 10組 | 0田村康介 七段   | 11組                                               | 0戸辺誠 七段                                       | 12組                                               | 0近藤誠也 六段                                     |
| 13組                                    | 0杉本昌隆 八段     | 14組 | 0阪口悟 六段     | 15組                                               | 0福崎文吾 九段                                     | 16組                                               | 0大石直嗣 七段                                     |
| 17組                                    | 0西田拓也 四段     | 18組 | 0安用寺孝功 六段 | \| 女流棋士(19組) \| 0里見香奈 女流四冠[23][24] \| | \| 女流棋士(19組) \| 0里見香奈 女流四冠[23][24] \| | \| 女流棋士(19組) \| 0里見香奈 女流四冠[23][24] \| | \| 女流棋士(19組) \| 0里見香奈 女流四冠[23][24] \| |
| （◎は次期70回の出場シード権がある棋士） |                    |      |                  |                                                    |                                                    |                                                    |                                                    |
| 女流棋士(19組)                          | 0里見香奈 女流四冠 |      |                  |                                                    |                                                    |                                                    |                                                    |

予選組合せ
1組～18組 - 第69回NHK杯戦【予選】（日本将棋連盟）
女流棋士 - NHK杯出場女流棋士決定戦
|  |                   |                   |       |               |                   |                   |       |  |                       |
|  | 1回戦             | 1回戦             | 1回戦 |               | 決 勝             | 決 勝             | 決 勝 |  | 「女流棋士」枠 出場者 |
|  | タイトル保持者    |                   |       |               |                   |                   |       |  |                       |
|  |                   |                   |       |               |                   |                   |       |  |                       |
|  | 里見香奈 女流四冠 | 里見香奈 女流四冠 |       |               | 里見香奈 女流四冠 | ○                 |       |  |                       |
|  | 里見香奈 女流四冠 | 里見香奈 女流四冠 |       |               | 里見香奈 女流四冠 | ○                 | 0     |  |                       |
|  | タイトル保持者    |                   |       |               |                   |                   |       |  |                       |
|  |                   |                   |       |               |                   | 里見香奈 女流四冠 |       |  |                       |
|  | 西山朋佳 女王     | ○                 |       |               |                   |                   |       |  |                       |
|  | 西山朋佳 女王     | ○                 |       |               |                   |                   |       |  |                       |
|  | タイトル保持者    | タイトル保持者    |       | 西山朋佳 女王 | ●                 |                   |       |  |                       |
|  | タイトル保持者    | タイトル保持者    |       | 西山朋佳 女王 | ●                 |                   |       |  |                       |
|  | 渡部愛 女流王位   | ●                 |       |               |                   |                   |       |  |                       |
|  | 渡部愛 女流王位   | ●                 |       |               |                   |                   |       |  |                       |

| 放送日             |       | ▲先手             | ▲先手 |       | ▽後手 | ▽後手           | 解説者        | 聞き手          | 収録日 |
| ------------------ | ----- | ----------------- | ----- | ----- | ----- | --------------- | ------------- | --------------- | ------ |
| 2019年 3月24日(日) | 1回戦 | 西山朋佳 女王     | ○     | 123手 | ●     | 渡部愛 女流王位 | 髙見泰地 叡王 | 藤田綾 女流二段 |        |
| 2019年 3月24日(日) | 決勝  | 里見香奈 女流四冠 | ○     | 125手 | ●     | 西山朋佳 女王   | 髙見泰地 叡王 | 藤田綾 女流二段 |        |

| 本戦 初出場者(4名) | - 都成 竜馬 五段 - 長谷部浩平 四段 - 阪口 悟 六段 - 西田拓也 四段 |  |

## 本戦トーナメント
決勝戦
| Aブロック進出者           | 決勝戦 | 決勝戦 | 決勝戦 | Bブロック進出者 |
| ------------------------- | ------ | ------ | ------ | --------------- |
| 深浦 康市 九段 （初優勝） | ○      | -      | ●      | 稲葉 陽 八段    |

### 本戦トーナメント表
※各棋士のタイトル称号及び段位は対局放送日時点
（2回戦シード者の1回戦での称号及び段位は2019年4月1日時点）。
第69回NHK杯テレビ将棋トーナメント 組合せ
| 0II-(1)～(3) =本戦2回戦からの参加(予選免除、1回戦 BYE)、 0I -(1)～(5) =本戦1回戦からの参加(予選免除)。 組番号=予選会の対戦組。 名前の前後の数字は本戦出場回数（ 初 =本戦初出場）／ 優勝回数 。 |

| 木村 一基 王位 |

| 福崎 文吾 九段 |

| 行方 尚史 八段 |

| 藤井 聡太 七段 |

| 増田 康宏 六段 |

| 近藤 誠也 六段 |

| 渡辺 大夢 五段 |

| 野月 浩貴 八段 |

| 屋敷 伸之 九段 |

| 木村 一基 王位 |

| 福崎 文吾 九段 |

| 行方 尚史 八段 |

| 藤井 聡太 七段 |

| 増田 康宏 六段 |

| 近藤 誠也 六段 |

| 渡辺 大夢 五段 |

| 野月 浩貴 八段 |

| 屋敷 伸之 九段 |

| 木村 一基 王位 |

| 福崎 文吾 九段 |

| 行方 尚史 八段 |

| 藤井 聡太 七段 |

| 増田 康宏 六段 |

| 近藤 誠也 六段 |

| 渡辺 大夢 五段 |

| 野月 浩貴 八段 |

| 屋敷 伸之 九段 |

| 木村 一基 王位 |

| 福崎 文吾 九段 |

| 行方 尚史 八段 |

| 藤井 聡太 七段 |

| 増田 康宏 六段 |

| 近藤 誠也 六段 |

| 渡辺 大夢 五段 |

| 野月 浩貴 八段 |

| 屋敷 伸之 九段 |

| 永瀬 拓矢 二冠 |

| 糸谷 哲郎 八段 |

| 千田 翔太 七段 |

| 村山 慈明 七段 |

| 橋本 崇載 八段 |

| 里見 香奈 女流五冠 |

| 三浦 弘行 九段 |

| 安用寺 孝功 六段 |

| 佐々木 大地 五段 |

| 永瀬 拓矢 二冠 |

| 糸谷 哲郎 八段 |

| 千田 翔太 七段 |

| 村山 慈明 七段 |

| 橋本 崇載 八段 |

| 里見 香奈 女流五冠 |

| 三浦 弘行 九段 |

| 安用寺 孝功 六段 |

| 佐々木 大地 五段 |

| 永瀬 拓矢 二冠 |

| 糸谷 哲郎 八段 |

| 千田 翔太 七段 |

| 村山 慈明 七段 |

| 橋本 崇載 八段 |

| 里見 香奈 女流五冠 |

| 三浦 弘行 九段 |

| 安用寺 孝功 六段 |

| 佐々木 大地 五段 |

| 永瀬 拓矢 二冠 |

| 糸谷 哲郎 八段 |

| 千田 翔太 七段 |

| 村山 慈明 七段 |

| 橋本 崇載 八段 |

| 里見 香奈 女流五冠 |

| 三浦 弘行 九段 |

| 安用寺 孝功 六段 |

| 佐々木 大地 五段 |

## 本戦対局結果と放送日一覧
※各棋士及び解説者の段位は対局当時。
| 司会・聞き手 |  | 藤田：藤田綾 女流二段 中村：中村桃子 女流初段 |
| 司会(決勝)   |  | 後藤理NHKアナウンサー                         |

### 1回戦 第1局～第18局
| 局数 / ブロック / 放送日 | 局数 / ブロック / 放送日 | 局数 / ブロック / 放送日 | ▲先手            | ▲先手 |       | ▽後手 | ▽後手              | 解説者             | 司会・聞き手 | 司会・聞き手 | 収録日(開始-終局時間)         |                                       |
| ------------------------ | ------------------------ | ------------------------ | ---------------- | ----- | ----- | ----- | ------------------ | ------------------ | ------------ | ------------ | ----------------------------- | ------------------------------------- |
| 第1局                    | Ｂ                       | 2019年 4月07日(日)       | 大橋 貴洸 四段   | ●     | 104手 | ○     | 千田 翔太 七段     | 豊島将之 王位･棋聖 | 藤田         | -            | 2019年 3月18日（11:15-12:15） |                                       |
| 第2局                    | Ａ                       | 4月14日(日)              | 長谷部 浩平 四段 | ●     | 138手 | ○     | 屋敷 伸之 九段     | 木村一基 九段      | -            | 中村         | 3月18日（15:05-16:26）        |                                       |
| 第3局                    | Ａ                       | 4月21日(日)              | 増田 康宏 六段   | ○     | 093手 | ●     | 西田 拓也 四段     | 山崎隆之 八段      | -            | 中村         | 3月29日（11:10-12:11）        |                                       |
| 第4局                    | Ｂ                       | 4月28日(日)              | 畠山 鎮 七段     | ●     | 148手 | ○     | 佐々木 大地 五段   | 深浦康市 九段      | -            | 中村         | 3月29日（15:07-16:33）        |                                       |
| 第5局                    | Ｂ                       | 5月05日(日)              | 谷川 浩司 九段   | ●     | 134手 | ○     | 安用寺 孝功 六段   | 阿部隆 八段        | 藤田         | -            | 4月01日（11:05-12:29）        |                                       |
| 第6局                    | Ｂ                       | 5月12日(日)              | 松尾 歩 八段     | ●     | 126手 | ○     | 村山 慈明 七段     | 広瀬章人 竜王      | 藤田         | -            | 4月01日（15:04-16:26）        |                                       |
| 第7局                    | Ａ                       | 5月19日(日)              | 福崎 文吾 九段   | ○     | 103手 | ●     | 都成 竜馬 五段     | 谷川浩司 九段      | -            | 中村         | 4月15日（11:07-12:21）        |                                       |
| 第8局                    | Ｂ                       | 5月26日(日)              | 糸谷 哲郎 八段   | ○     | 091手 | ●     | 田村 康介 七段     | 豊川孝弘 七段      | -            | 中村         | 4月15日（15:03-15:34）        | 今期最短時間(31分)                    |
| 第9局                    | Ａ                       | 6月09日(日)              | 真田 圭一 八段   | ●     | 106手 | ○     | 野月 浩貴 八段     | 行方尚史 八段      | 藤田         | -            | 4月29日（11:08-12:17）        |                                       |
| 第10局                   | Ａ                       | 6月16日(日)              | 渡辺 大夢 五段   | ○     | 143手 | ●     | 山崎 隆之 八段     | 三枚堂達也 六段    | 藤田         | -            | 4月29日（15:06-16:29）        |                                       |
| 第11局                   | Ａ                       | 6月23日(日)              | 杉本 昌隆 八段   | ●     | 122手 | ○     | 行方 尚史 八段     | 藤井猛 九段        | 藤田         | -            | 5月13日（11:08-12:23）        |                                       |
| 第12局                   | Ｂ                       | 6月30日(日)              | 菅井 竜也 七段   | ●     | 136手 | ○     | 永瀬 拓矢 叡王     | 戸辺誠 七段        | 藤田         | -            | 5月13日（15:00-16:12）        |                                       |
| 第13局                   | Ｂ                       | 7月07日(日)              | 片上 大輔 七段   | ●     | 124手 | ○     | 三浦 弘行 九段     | 松尾歩 八段        | -            | 中村         | 5月27日（11:11-12:23）        |                                       |
| 第14局                   | Ｂ                       | 7月14日(日)              | 橋本 崇載 八段   | ○     | 085手 | ●     | 大石 直嗣 七段     | 村山慈明 七段      | -            | 中村         | 5月27日（15:05-16:09）        | 1回戦最少手数                         |
| 第15局                   | Ｂ                       | 7月21日(日)              | 高崎 一生 六段   | ●     | 100手 | ○     | 里見 香奈 女流五冠 | 羽生善治 NHK杯     | -            | 中村         | 6月10日（11:05-12:08）        |                                       |
| 第16局                   | Ａ                       | 7月28日(日)              | 近藤 誠也 六段   | ○     | 089手 | ●     | 阿久津 主税 八段   | 横山泰明 六段      | -            | 中村         | 6月10日（15:10-16:15）        | 放送日変更                            |
| 第17局                   | Ａ                       | 8月04日(日)              | 木村 一基 九段   | ○     | 159手 | ●     | 戸辺 誠 七段       | 野月浩貴 八段      | -            | 中村         | 6月24日（11:03-12:36）        | 今期最多手数 1回戦最長時間(1時間33分) |
| 第18局                   | Ａ                       | 8月11日(日)              | 阪口 悟 六段     | ●     | 120手 | ○     | 藤井 聡太 七段     | 井上慶太 九段      | -            | 中村         | 6月24日（15:00-16:17）        |                                       |

### 2回戦 第1局～第16局
| 局数 / ブロック / 放送日 | 局数 / ブロック / 放送日 | 局数 / ブロック / 放送日 | ▲先手                         | ▲先手        |              | ▽後手        | ▽後手                      | 解説者          | 司会・聞き手 | 司会・聞き手 | 収録日(開始-終局時間)         |                                        |
| ------------------------ | ------------------------ | ------------------------ | ----------------------------- | ------------ | ------------ | ------------ | -------------------------- | --------------- | ------------ | ------------ | ----------------------------- | -------------------------------------- |
| 第1局                    | Ｂ                       | 2019年 8月18日(日)       | 稲葉 陽 八段                  | ○            | 123手        | ●            | 里見 香奈 女流五冠         | 千田翔太 七段   | 藤田         | -            | 2019年 7月08日（11:07-12:17） |                                        |
| 第2局                    | Ａ                       | 8月25日(日)              | 藤井 聡太 七段                | 千日手(62手) | 千日手(62手) | 千日手(62手) | 久保 利明 九段             | 杉本昌隆 八段   | 藤田         | -            | 0 7月08日                     |                                        |
| 第2局                    | Ａ                       | 同日(指し直し局)         | 久保 利明 九段                | ○            | 137手        | ●            | 藤井 聡太 七段             | 杉本昌隆 八段   | 藤田         | -            | 7月08日（15:50-17:07）        |                                        |
| 第3局                    | Ｂ                       | 9月01日(日)              | 佐藤 康光 九段                | ○            | 093手        | ●            | 安用寺 孝功 六段           | 畠山鎮 七段     | -            | 中村         | 7月22日（11:14-12:25）        |                                        |
| 第4局                    | Ａ                       | 9月08日(日)              | 行方 尚史 八段                | ○            | 131手        | ●            | 佐藤 天彦 九段             | 中田功 八段     | -            | 中村         | 7月22日（15:18-16:39）        |                                        |
| 第5局                    | Ｂ                       | 9月15日(日)              | 豊島 将之 名人(王位)          | ○            | 133手        | ●            | 村山 慈明 七段             | 糸谷哲郎 八段   | 藤田         | -            | 8月05日（11:05-12:27）        |                                        |
| 第6局                    | Ｂ                       | 9月22日(日)              | 丸山 忠久 九段                | ○            | 079手        | ●            | 佐々木 大地 五段           | 中村太地 七段   | 藤田         | -            | 8月05日（15:01-0:0）          |                                        |
| 第7局                    | Ｂ                       | 9月29日(日)              | 斎藤 慎太郎 王座              | ○            | 077手        | ●            | 橋本 崇載 八段             | 稲葉陽 八段     | -            | 中村         | 8月19日（11:08-12:05）        |                                        |
| 第8局                    | Ａ                       | 10月06日(日)             | 髙見 泰地 七段                | ●            | 146手        | ○            | 増田 康宏 六段             | 永瀬拓矢 二冠   | -            | 中村         | 8月19日（14:59-16:26）        | 2回戦最多手数 2回戦最長時間(1時間27分) |
| 第9局                    | Ａ                       | 10月13日(日)             | 野月 浩貴 八段                | ○            | 119手        | ●            | 渡辺 大夢 五段             | 髙見泰地 七段   | 藤田         | -            | 9月02日（11:05-12:18）        |                                        |
| 第10局                   | Ｂ                       | 10月20日(日)             | 広瀬 章人 竜王                | ○            | 119手        | ●            | 三浦 弘行 九段             | 屋敷伸之 九段   | 藤田         | -            | 9月02日（15:05-16:27）        |                                        |
| 第11局                   | Ａ                       | 10月27日(日)             | 近藤 誠也 六段                | ●            | 100手        | ○            | 深浦 康市 九段             | 阿久津主税 八段 | -            | 中村         | 9月16日（11:04-12:07）        |                                        |
| 第12局                   | Ａ                       | 11月03日(日)             | 羽生 善治 NHK杯               | ●            | 088手        | ○            | 屋敷 伸之 九段             | 先崎学 九段     | -            | 中村         | 9月16日（15:05-15:54）        | 2回戦最短時間(49分)                    |
| 第13局                   | Ｂ                       | 11月10日(日)             | 糸谷 哲郎 八段                | ●            | 116手        | ○            | 千田 翔太 七段             | 安用寺孝功 六段 | 藤田         | -            | 9月30日（11:05-11:59）        |                                        |
| 第14局                   | Ａ                       | 11月17日(日)             | 森内 俊之 九段                | ●            | 100手        | ○            | 木村 一基 王位             | 佐藤天彦 九段   | 藤田         | -            | 010月07日                     |                                        |
| 第15局                   | Ａ                       | 11月24日(日)             | 渡辺 明 三冠 (棋王･王将･棋聖) | ○            | 073手        | ●            | 福崎 文吾 九段             | 中村修 九段     | -            | 中村         | 10月14日（11:05-12:09）       | 2回戦最少手数                          |
| 第16局                   | Ｂ                       | 12月01日(日)             | 郷田 真隆 九段                | ●            | 098手        | ○            | 永瀬 拓矢 二冠 (叡王･王座) | 島朗 九段       | -            | 中村         | 10月14日（15:05-16:09）       |                                        |

### 3回戦 第1局～第8局
| 局数 / ブロック / 放送日 | 局数 / ブロック / 放送日 | 局数 / ブロック / 放送日 | ▲先手                      | ▲先手 |       | ▽後手 | ▽後手                         | 解説者        | 司会・聞き手 | 司会・聞き手 | 収録日(開始-終局時間)          |                                        |
| ------------------------ | ------------------------ | ------------------------ | -------------------------- | ----- | ----- | ----- | ----------------------------- | ------------- | ------------ | ------------ | ------------------------------ | -------------------------------------- |
| 第1局                    | Ａ                       | 2019年 12月08日(日)      | 行方 尚史 九段             | ○     | 143手 | ●     | 久保 利明 九段                | 橋本崇載 八段 | 藤田         | -            | 2019年 10月28日（11:00-12:26） | 3回戦最多手数 3回戦最長時間(1時間26分) |
| 第2局                    | Ｂ                       | 12月15日(日)             | 斎藤 慎太郎 七段           | ○     | 113手 | ●     | 豊島 将之 竜王･名人           | 山崎隆之 八段 | 藤田         | -            | 10月28日（14:51-15:57）        |                                        |
| 第3局                    | Ａ                       | 12月22日(日)             | 屋敷 伸之 九段             | ●     | 142手 | ○     | 野月 浩貴 八段                | 森内俊之 九段 | -            | 中村         | 11月11日（10:52-12:10）        |                                        |
| 第4局                    | Ｂ                       | 2020年 01月05日(日)      | 永瀬 拓矢 二冠 (叡王･王座) | ○     | 117手 | ●     | 千田 翔太 七段                | 増田康宏 六段 | -            | 中村         | 2019年 11月11日（14:52-16:06） |                                        |
| 第5局                    | Ａ                       | 2020年 01月12日(日)      | 木村 一基 王位             | ○     | 113手 | ●     | 渡辺 明 三冠 (棋王･王将･棋聖) | 藤井猛 九段   | 藤田         | -            | 2019年 11月25日（10:51-12:02） |                                        |
| 第6局                    | Ｂ                       | 01月19日(日)             | 広瀬 章人 八段             | ●     | 118手 | ○     | 稲葉 陽 八段                  | 村山慈明 七段 | 藤田         | -            | 2019年 11月25日（14:49-15:59） |                                        |
| 第7局                    | Ｂ                       | 01月26日(日)             | 丸山 忠久 九段             | ○     | 111手 | ●     | 佐藤 康光 九段                | 渡辺明 三冠   | -            | 中村         | 2019年 12月09日（10:50-11:59） |                                        |
| 第8局                    | Ａ                       | 02月02日(日)             | 深浦 康市 九段             | ○     | 099手 | ●     | 増田 康宏 六段                | 郷田真隆 九段 | -            | 中村         | 2019年 12月09日（14:51-15:54） | 3回戦最少手数 3回戦最短時間(1時間03分) |

### 準々決勝・準決勝・決勝
| 局数 ／ ブロック ／ 放送日 | 局数 ／ ブロック ／ 放送日 | 局数 ／ ブロック ／ 放送日 | 局数 ／ ブロック ／ 放送日 | ▲先手            | ▲先手 |       | ▽後手 | ▽後手                      | 解説者        | 司会・聞き手 | 司会・聞き手 | 収録日（開始・終局時間）       |                                                             |
| -------------------------- | -------------------------- | -------------------------- | -------------------------- | ---------------- | ----- | ----- | ----- | -------------------------- | ------------- | ------------ | ------------ | ------------------------------ | ----------------------------------------------------------- |
| 準々決勝                   | 第1局                      | Ａ                         | 2020年 2月09日(日)         | 野月 浩貴 八段   | ●     | 106手 | ○     | 深浦 康市 九段             | 木村一基 王位 | 藤田         | -            | 2019年 12月23日（10:50-11:59） |                                                             |
| 準々決勝                   | 第2局                      | Ｂ                         | 2月16日(日)                | 斎藤 慎太郎 八段 | ○     | 153手 | ●     | 永瀬 拓矢 二冠 (叡王･王座) | 大石直嗣 七段 | 藤田         | -            | 12月23日（14:50-16:15）        | 準々決勝以降 最多手数                                       |
| 準々決勝                   | 第3局                      | Ｂ                         | 2月23日(日)                | 稲葉 陽 八段     | ○     | 069手 | ●     | 丸山 忠久 九段             | 久保利明 九段 | -            | 中村         | 2020年 01月20日（10:50-11:46） | 今期最少手数 準々決勝 最短時間(56分)                        |
| 準々決勝                   | 第4局                      | Ａ                         | 3月01日(日)                | 行方 尚史 九段   | ○     | 127手 | ●     | 木村 一基 王位             | 中川大輔 八段 | -            | 中村         | 01月20日（14:52-16:10）        |                                                             |
|                            |                            |                            |                            |                  |       |       |       |                            |               |              |              |                                |                                                             |
| 準決勝                     | 第1局                      | Ｂ                         | 3月 8日(日)                | 稲葉 陽 八段     | ○     | 153手 | ●     | 斎藤 慎太郎 八段           | 谷川浩司 九段 | 藤田         | -            | 02月03日（10:50-12:35）        | 準々決勝以降 最多手数 今期 最長時間(1時間45分) 放送時間変更 |
| 準決勝                     | 第2局                      | Ａ                         | 3月15日(日)                | 行方 尚史 九段   | ●     | 114手 | ○     | 深浦 康市 九段             | 屋敷伸之 九段 | 藤田         | -            | 02月03日（14:53-16:10）        |                                                             |
|                            |                            |                            |                            |                  |       |       |       |                            |               |              |              |                                |                                                             |
| 決勝                       | 決勝                       | 決勝                       | 3月22日(日)                | 深浦 康市 九段   | ○     | 095手 | ●     | 稲葉 陽 八段               | 佐藤康光 九段 | -            | 中村         | 02月17日（14:27-15:32）        |                                                             |

| 【決勝まで(千日手局、時間不明の対局を除く)】   |                                           |
| 今期最少手数：準々決勝 第3局（69手）           | / 今期最多手数：1回戦 第17局（159手）     |
| 今期最短時間：1回戦 第8局（31分）              | / 今期最長時間：準決勝 第1局（1時間45分） |
| 先手番 28勝 － 後手番 21勝（全対局・対局数49） |                                           |

## 次期(70回)シード出場予定者
グループ分けは2019年12月末時点の状況に基づく。
| 第69回ベスト4 （4名） | （優 勝）深浦康市 九段 （準優勝）稲葉陽 八段 （ベスト4）斎藤慎太郎 八段 （ベスト4）行方尚史 九段 |
| タイトル保持者 （4名） | 竜王 : 豊島将之 竜王･名人 名人 : （豊島将之 竜王･名人） 叡王 : 永瀬拓矢 二冠(叡王･王座) 王位 : 木村一基 王位 王座 : （永瀬拓矢 二冠(叡王･王座)） 棋王 : 渡辺明 三冠 王将 : （渡辺明 三冠） 棋聖 : （渡辺明 三冠） （太字体はタイトル確定分）                |
| 順位戦A級の棋士 （7名） | 1. 佐藤天彦 九段 2. 羽生善治 九段 3. 広瀬章人 八段 4. （稲葉陽 八段） 5. 糸谷哲郎 八段 6. 佐藤康光 九段 7. 久保利明 九段 8. 三浦弘行 九段 9. （渡辺明 三冠） 10. （木村一基 王位）                                                                          |
| 永世称号呼称者 （-名） | （羽生善治 九段(名誉NHK杯)） （森内俊之 九段(十八世名人資格保持者) |
| 順位戦B級1組の棋士 （9名） | 1. （深浦康市 九段） 2. 阿久津主税 八段 3. （斎藤慎太郎 八段） 4. （行方尚史 九段） 5. 屋敷伸之 九段 6. 山崎隆之 八段 7. 谷川浩司 九段 8. 郷田真隆 九段 9. 菅井竜也 七段 10. 松尾歩 八段 11. 畠山鎮 七段 12. （永瀬拓矢 二冠(叡王･王座)） 13. 千田翔太 七段 |
| 公式棋戦優勝者 （2名） | 朝日杯：藤井聡太 七段（第12回 優勝） 日本シリーズ：(渡辺明 三冠)（第40回 優勝） 新人王戦：高野智史 四段（第49期 優勝） 銀河戦：(豊島将之 竜王･名人)（第27期 優勝）                                                                                          |
| 成績優秀による選抜者 （5名） 人数は各年度で増減する。 （本戦シード出場者31名）                                                  | \| - TBA - TBA - TBA - TBA - TBA ※第69回ベスト4に タイトル保持者・永世称号者又は順位戦A級・B級1組 の棋士が含まれる場合、出場枠あり \| |
| - TBA - TBA - TBA - TBA - TBA ※第69回ベスト4に タイトル保持者・永世称号者又は順位戦A級・B級1組 の棋士が含まれる場合、出場枠あり | |

| - TBA - TBA - TBA - TBA - TBA ※第69回ベスト4に タイトル保持者・永世称号者又は順位戦A級・B級1組 の棋士が含まれる場合、出場枠あり |